# 爪绵蚜属
爪绵蚜属（学名：Aphidounguis）是蚜科下的一个属。

## 下属物种
本属包括以下物种：
- 苹果爪绵蚜 Aphidounguis mali Takahashi, 1963
- Aphidounguis pomiradicola Zhang & Hu, 1999